# مرکوری مارکوس
مرکوری مارکوس (Mercury Marquis) خودرویی است که در سال‌های ۱۹۶۷ تا ۱۹۸۶در سنت‌لوئیس تولید شده‌است.
این خودرو در کلاس خودرو سایز بزرگ قرار گرفته، طراحی آن خودروهای موتور جلو-محور عقب بوده است.